# Meseta Kerguelen

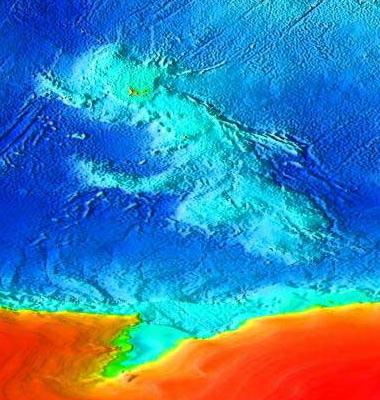
En azul claro, la meseta Kerguelen emergiendo del fondo marino (azul oscuro). En rojo, el continente antártico.

La meseta [de las] Kerguelen es una meseta submarina de origen volcánico, situada en el océano Índico meridional. Se encuentra a unos 3000 km al suroeste de Australia, extendiéndose a lo largo de 2200 km en dirección NO-SE, con una superficie superior al millón de kilómetros cuadrados, unas tres veces la superficie de Japón. 
Es también una gran provincia ígnea, siendo el origen de la meseta el punto caliente de Kerguelen, que comenzó a funcionar tras la ruptura de Gondwana hace unos 130 millones de años. La meseta emerge sobre la superficie oceánica formando las islas Kerguelen y las islas Heard y McDonald, donde todavía se aprecia vulcanismo de forma intermitente.

## Accidentes geográficos similares en la región
En el océano Índico sur y oriental existen varias estructuras geológicas relacionadas con fenómenos magmáticos ligados con puntos calientes que han sido asociados a plumas del manto. Estas zonas que han sufrido fenómenos magmáticos intensos en un tiempo breve en términos geológicos, con gran acumulación de rocas ígneas, son conocidas como gran provincia ígnea o por su acrónimo en inglés, LIP (Large Igneous Province).
La meseta volcánica submarina denominada dorsal Broken está situada entre la dorsal oceánica Índica y el extremo oeste de Australia. Esta meseta menor o dorsal estuvo en un momento contigua a la meseta Kerguelen antes de la apertura (rifting) producida por la dorsal mediooceánica.
Al norte de la dorsal Broken se encuentra también la dorsal lineal asísmica conocida como dorsal Noventa Este, que continúa con rumbo prácticamente norte hacia el golfo de Bengala. Ésta dorsal es el mejor ejemplo existente de dorsal asísmica lineal y, como tal, se considera la traza dejada en la corteza oceánica por un punto caliente del manto, al desplazarse ésta sobre él.

## Historia
La meseta Kerguelen se empezó a formar hace unos 110 millones de años a partir de una serie de grandes erupciones volcánicas. La presencia de capas de suelo en el basalto con inclusiones de restos vegetales carbonosos y de conglomerados con cantos de gneis indican que gran parte de la meseta estuvo por encima del nivel del mar y por ello constituyó un microcontinente en tres momentos diferentes en el periodo comprendido hace entre 100 y 20 millones de años.
El también llamado continente Kerguelen podría haber tenido flora y fauna tropicales hace alrededor de 50 millones de años. Finalmente se hundió hace 20 millones de años y ahora está a profundidades de hasta 1 o 2 km por debajo del nivel del mar. Tiene rocas sedimentarias similares a las encontradas en Australia y la India, sugiriendo que alguna vez estuvieron conectados.